# Linea 12 (metropolitana di Barcellona)
La linea 12 della metropolitana di Barcellona è una linea di metropolitana che serve la città di Barcellona, in Spagna. Gestita da Ferrocarrils de la Generalitat de Catalunya (FGC), svolge un servizio navetta tra le stazioni di Sarrià e Reina Elisenda. Il servizio opera sulla stessa tratta della linea Barcelona-Vallès e condivide l'infrastruttura con altre cinque servizi ferroviari.

## Caratteristiche generali
| Unknown route-map component "uetKDSTa" |

| Unknown route-map component "uextBST" |

| Unknown route-map component "uextBST" |

| Urban head station in tunnel |

| Urban End station in tunnel |

La linea 12 è lunga 0,6 km e comprende due sole stazioni.
La linea è entrata in servizio il 12 settembre 2016, in concomitanza con l'arretramento del capolinea della linea L6 alla stazione di Sarrià.

## Materiale rotabile
Per la linea vengono usati treni delle serie 112 e 113.

## Stazioni
La stazione di Reina Elisenda ha due marciapiedi laterali, mentre quella di Sarrià possiede anche un marciapiede centrale.

## Cronologia
- 1863: Inaugurazione del Ferrocarril de Barcelona a Sarrià (FBS), a scartamento largo e trazione a vapore.
- 1874: L'azienda accumula debiti e viene assorbita dalla società Ferrocarril de Sarrià a Barcelona SA (FSB).
- 1905: La linea viene elettrificata e convertita a scartamento standard.
- 1912: Viene costituita la società Ferrocarrils de Catalunya SA che acquisisce FSB.
- 1929: Interramento della linea nel tratto tra le stazioni di Plaça de Catalunya e Muntaner.
- 1976: Realizzazione della diramazione verso Reina Elisenda.
- 1977: In seguito a problemi economici, Ferrocarril de Sarrià a Barcelona SA cede la gestione a Ferrocarrils de Via Estreta (FEVE).
- 1978: Lo stato trasferisce la gestione alla Generalitat de Catalunya.
- 1979: Costituzione del servizio ferroviario pubblico della Generalitat de Catalunya, Ferrocarrils de la Generalitat de Catalunya (FGC) che diviene l'operatore della linea.
- 1996: Entra in servizio il metro del Vallès e viene istituita la numerazione dei servizi di FGC. La diramazione verso Reina Elisenda assume la denominazione U6.
- 2001: Entra in vigore l'integrazione tariffaria nella prima cerchia dell'area metropolitana di Barcellona.
- 2003: La linea U6 viene rinominata in linea L6.
- 2008: Viene annunciato il progetto di costruire una stazione di manovra dei treni in corrispondenza della stazione di Plaça de Catalunya.
- 2011: Il nuovo governo della Generalitat de Catalunya annuncia lo studio di alternative per aumentare la frequenza di corsa dei treni e abbandona il progetto della stazione di manovra di Plaça de Catalunya.
- 2016: Con l'istituzione della linea L12 (navetta tra le stazioni di Sarrià e Reina Elisenda), il capolinea della L6 viene spostato a Sarrià.